# Comparaison (rhétorique)
Vous lisez un « article de qualité » labellisé en 2012.
Pour les articles homonymes, voir Comparaison.
Ne doit pas être confondu avec Comparaison grammaticale.

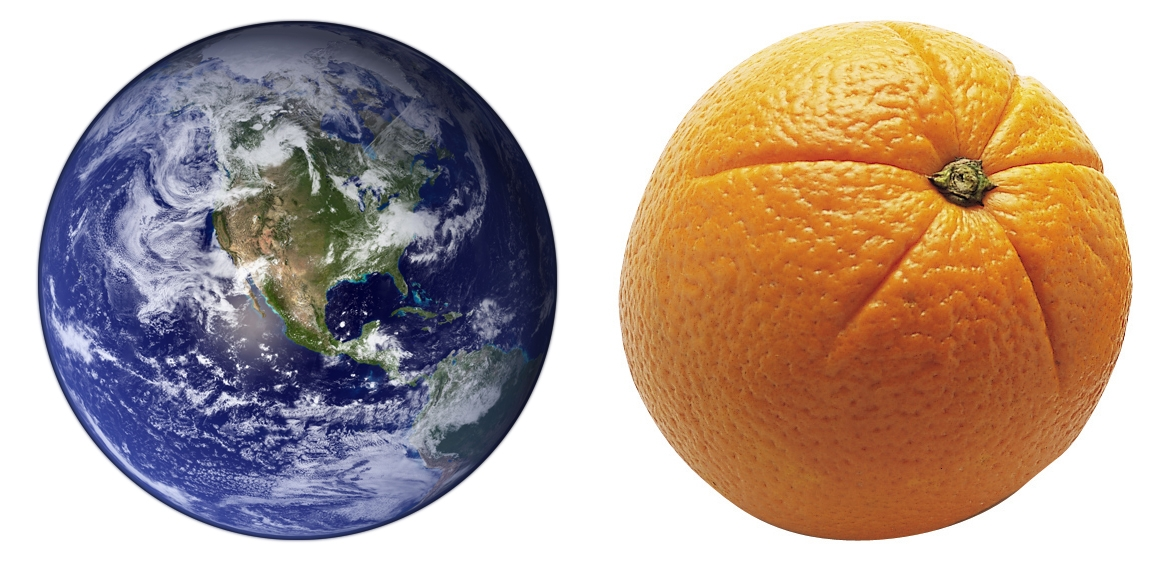
Image illustrant le vers du poète français Paul Éluard : La Terre est bleue comme une orange, célèbre comparaison surréaliste.

La comparaison, mot provenant du latin comparatio désignant l'« action d'accoupler », est une figure de style consistant en une mise en relation, à l'aide d'un mot de comparaison appelé le « comparatif », de deux réalités appartenant à deux champs sémantiques différents mais partageant des points de similitudes. La comparaison est l'une des plus célèbres figures de style. Elle ne doit pas être confondue avec la comparaison grammaticale.
Ce vers de Charles Baudelaire : « La musique souvent me prend comme une mer ! » (La Musique, Les Fleurs du mal, 1840) constitue une comparaison, dans laquelle la musique et la mer sont dans un rapport d'analogie, au moyen du comparatif « comme ». Les deux réalités sont appelées le « comparant » (dans cet exemple : la mer) et le « comparé » (la musique) et elles partagent en effet au moins un sème : l'ondulation est ici le point commun entre la mer et la musique et toutes deux « bercent » le poète.
La comparaison est une figure très courante en littérature, en poésie ou encore au théâtre. Contrairement à la métaphore, elle exprime directement et explicitement le lien symbolique entre les deux réalités comparées, en utilisant un terme de comparaison, élément qui permet de la distinguer de cette autre figure d'analogie avec laquelle elle est souvent confondue. Ressource privilégiée du langage poétique, très utilisée par dérision ou ironie, elle permet aussi de faire progresser l'argumentation et de donner à voir des réalités difficiles à définir autrement qu'au moyen du langage figuré.
Figure au pouvoir suggestif puissant, la comparaison rhétorique participe d’une reconfiguration possible du monde en faisant apercevoir les correspondances émanant de la subjectivité du locuteur. Proche de la métaphore, elle « permet de défigurer momentanément, par l’entremise du comme, la réalité pour laisser entendre ses possibles au sein d’une petite fiction poétique. » Le mouvement surréaliste l'utilise préférentiellement, pour rompre l'intelligibilité inhérente au langage.

## Définition

### Étymologie
Le mot comparaison provient du substantif latin comparatio désignant l'« action d'accoupler, d'apparier ». Selon Anne Quesamand, le verbe latin comparo, signifiant « apparier », « accoupler », est l'étymon du mot comparaison. Cette forme latine se décompose en « cum », qui est le préfixe signifiant « ensemble », « avec » alors que « paro » est un verbe équivalent à « procurer », « munir ». Ce dernier provient de la racine « par » : « égal ». Pour A. Ernout et A. Meillet, l'étymologie indo-européenne de « par » demeure opaque, même si une proximité avec la famille de « pariô, para, pars » est envisageable. Le sens de cette racine demeure toutefois inconnu. Selon le Dictionnaire historique de la langue française, le terme est un emprunt francisé du latin comparatio attesté en français depuis 1174 et spécialisé comme figure de style depuis 1268.

### Comparaison simple et comparaison figurative
Selon Bernard Dupriez, il existe deux types de comparaisons. La première, la comparaison simple introduit un actant grammatical supplémentaire ; elle ne constitue pas une image littéraire. La seconde, la comparaison figurative introduit quant à elle un qualifiant et constitue une figure d'analogie. La première permet de développer le prédicat de la comparaison alors que la seconde, à dimension rhétorique, permet de développer les comparants. Paul Ricœur distingue également les deux types de comparaisons ; il nomme celle à l'expressivité figurative la « comparaison-similitude ». Ricœur parle aussi de comparaison « qualitative » (en opposition à celle « quantitative » : « plus, moins, aussi...que »).
Toutefois, opposer un comparatif et la comparaison rhétorique élude un rapprochement possible bien que subtil. Dans la comparaison rhétorique en effet, « on peut poser le mot « comme » à titre de représentant du comparatif ». De plus, dans certains types de comparaisons, le terme de rapprochement (« égal à », « aussi semblable à ») indique un degré, de la même manière que dans la comparaison grammaticale. Selon Françoise Douay-Soublin, en français, « lorsque deux adjectifs sont comparés, l'expression du degré est obligatoire », comme dans : « aussi bête que méchant », « plus bête que méchant » ; elle en déduit que « « comme » n'est pas un représentant suffisant du comparatif puisqu'il y a des comparaisons dans lesquelles on ne peut pas l'employer. »

### Figure d'analogie

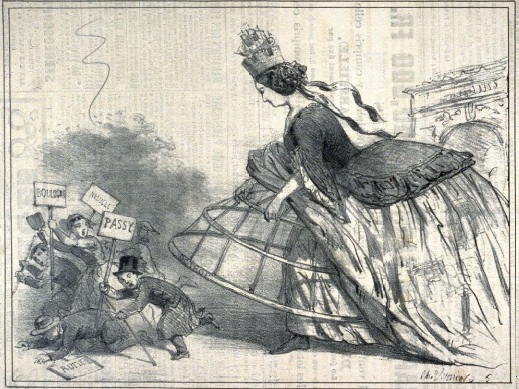
La ville de Paris voulant englober la banlieue de Charles Vernier (1858). Paris est comparée à une femme portant une crinoline et tentant d'annexer les autres villes, représentées par des messieurs portant leurs noms sur des pancartes.

La comparaison appartient à la classe des « figures de ressemblance ». Elle est d'une importance extrême en langue, tant par sa fréquence que par son rôle. Elle revient en effet selon Patrick Bacry « de façon constante dans le discours », aussi bien dans la langue courante que dans la littérature. En dépit de cette importance en termes d'emploi, la comparaison rhétorique a souffert, selon Henri Meschonnic, de « deux mille ans de dépréciation rhétorique et logique ».
La comparaison opère un rapprochement imprévu et non nécessaire entre deux réalités, a priori étrangères l'une de l'autre, note Patrick Bacry, mais possédant un rapport de ressemblance et de contiguïté sémantique,. « Les comparaisons soulignent les similitudes entre les choses, mais ne changent pas le sens des mots » remarque toutefois Henri Suhamy. Pour Dupriez, dans la comparaison figurative « le choix du comparant est soumis à la notion, exprimée ou sous-entendue, que l'on veut développer à propos du comparé. »
La comparaison « est une unité fortement imbriquée dans son contexte syntaxique et discursif. Elle appartient à la grammaire de texte » en somme. Elle peut en effet être annoncée dans l'espace textuel, et même être continuée. On peut parler de comparaison « filée » (au même titre qu'il existe une métaphore filée) mais le risque de perdre le lien d'analogie avec le comparé est grand. L'analogie comparative ne peut donc pas se poursuivre dans des limites textuelles trop importantes, d'autant plus que « le locuteur de la comparaison doit tenir en conscience les deux niveaux d'interprétation simultanément » et produire, au fil même de son discours, l'analogie dans son développement.

### Structure
La comparaison rhétorique comporte trois éléments essentiels, qui la définissent, composant un schéma très régulier qui en facilite l'identification, :
1. un comparant (appelé parfois le « phore »[16]) : la réalité qui est objet de comparaison ;
2. un comparé (appelé parfois le « thème »[16]) : ce qui est comparé à la réalité seconde ;
3. un mot de comparaison, appelé aussi parfois mot-outil, ou « comparatif », très souvent « comme ».

La comparaison obéit donc à un schéma aisément reconnaissable ; elle est en effet « une image où thème et phore sont exprimés (ce dernier par un syntagme) et syntaxiquement séparés par une marque de l'analogie ». Selon César Chesneau Dumarsais, la forme canonique de la comparaison se forme par : l'introduction de « comme » entre les deux membres de phrase rapprochés d'une part, et par l'effacement (l'ellipse) du verbe-copule « être » (et de l'attribut après le second groupe nominal) d'autre part.
Patrick Bacry cite l'exemple extrait Du côté de chez Swann de Marcel Proust : « le monocle du général, resté entre ses paupières, comme un éclat d'obus dans sa figure vulgaire », extrait dans lequel le comparé est le monocle, le comparant l'éclat d'obus et le mot de comparaison, « comme ». En d'autres termes, « la comparaison maintient l'existence d'une relation entre le langage et la réalité exprimée », a contrario de la métaphore.

### Types de comparaison

#### Classements linguistiques

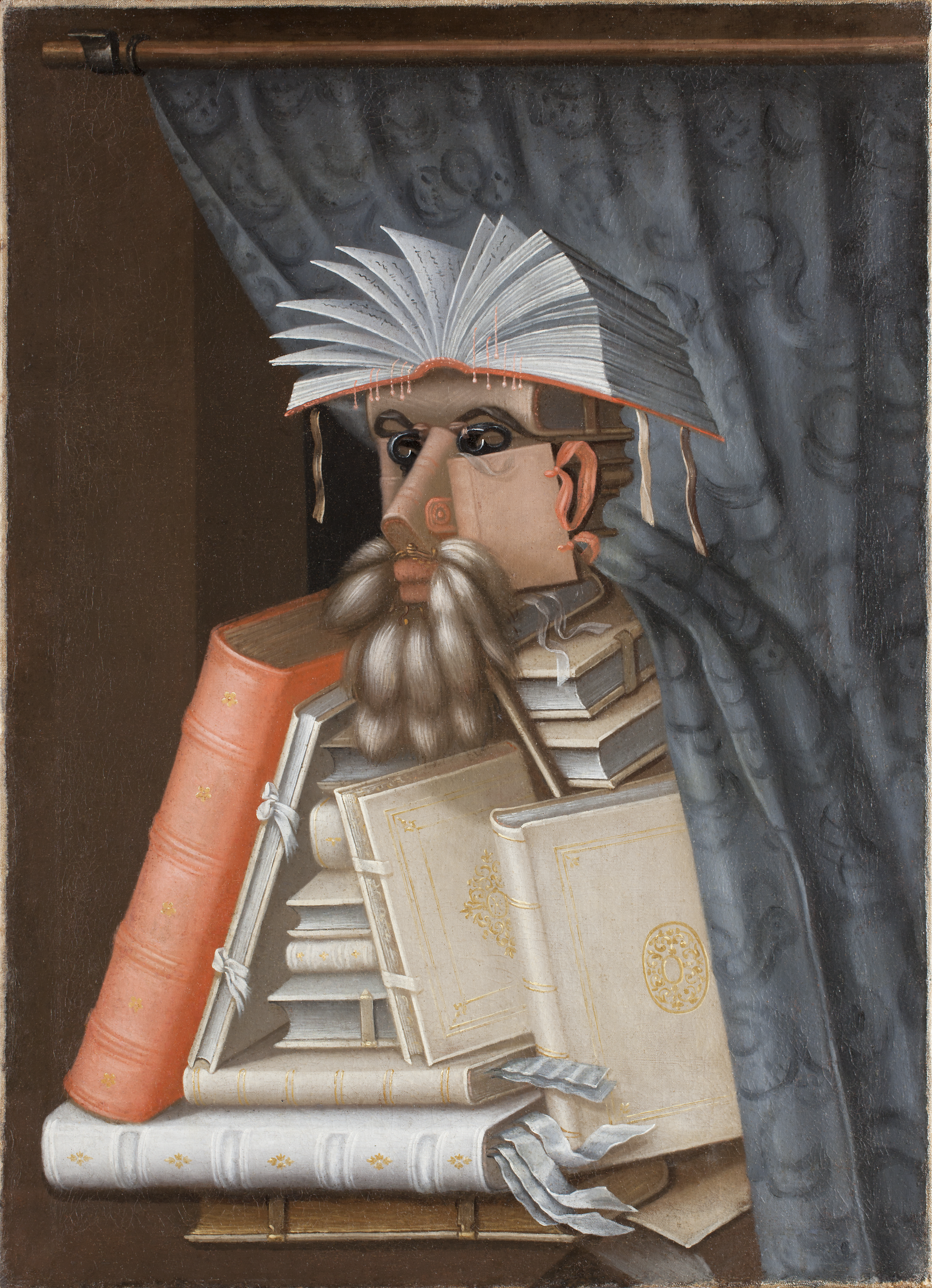
Giuseppe Arcimboldo, Le Bibliothécaire (1570). Grâce à la figure d’analogie, la toile d’Arcimboldo joue son rôle littéraire ou artistique : rendre possible ce qui ne l’est pas dans le réel. Le compARÉ est le buste du bibliothécaire, immédiatement reconnaissable. Le comparANT est constitué de livres assemblés reproduisant la physionomie. Le terme de comparaison, obligatoire, est fourni par le rare élément graphique ayant « échappé » au processus d’analogie : les yeux avec « les loupes du lecteur ». Cette figure d’analogie est très près de la métonymie, figure de substitution : le préposé, la fonction par les outils qu’il utilise dans l’exercice de sa charge. Voir 3. figure dans le groupe.

Il existe plusieurs types de comparaisons, selon l'élément linguistique sur lequel elles reposent :
- la comparaison nominale : « La mer est si bleue qu'il n'y a que le sang qui soit plus rouge[9]. »
- la comparaison adjectivale : « Cependant, qui l’eût bien examiné l’eût trouvé plus sérieux, plus pâle, plus maigre et comme spiritualisé[23] » (ici un participe adjectival).
- la comparaison verbale : « Tous vos nerfs tressaillent comme des cordes de lyre[23]. »

Les termes comparés peuvent aussi être des phrases :
Et nous alimentons nos aimables remords

Comme les mendiants nourrissent leur vermine.
voire des séquences de phrases, par exemple dans le poème de Du Bellay Comme le champ semé en verdure foisonne.
Il existe aussi un type de classement selon les caractéristiques du comparé et du comparant, reliés par le mot comparatif, à savoir :
- concret - comme - concret (« Dans le milieu du lac les célébrités du patin... dessinaient des lettres comme ces cavaliers arabes qui, avec la pointe de l'éperon, écrivent à rebrousse-poil le nom d'Allah sur le flanc de leur monture[23]. »)
- abstrait - comme - concret (« Tu penches, grand Platane et te proposes nu, / Blanc comme un jeune Scythe[26] »),
- humain - comme - objet (« Tous vos nerfs tressaillent comme des cordes de lyre[23]. »),
- réel - comme - impossible (« Cependant, qui l’eût bien examiné l’eût trouvé plus sérieux, plus pâle, plus maigre et comme spiritualisé[23] »),
- impossible - comme - réel (« ... il entendait intérieurement, mais comme dans un entretien véritable... »[23])

En d'autres termes, « l’hétérogénéité constitutive de la comparaison, ainsi que ses différences avec la figure de la métaphore forment peut-être autant d’occasions d’appréhender le processus de figuration en sa naissance même ».

#### Comparaison homérique
Il existe aussi la « comparaison homérique », appelée ainsi car très employée par Homère dans l'Iliade et l'Odyssée, laquelle frappe l'imagination du lecteur par son aspect concret. Cette comparaison peut aboutir à former un petit tableau, ayant souvent trait à la nature. Très stéréotypées (Henri Suhamy parle de « rituel d'écriture rigide »), les comparaisons homériques sont, dans leur formulation, typiques de l'oralité chez Homère :
ex. : « Et cette terre était proche, et elle lui apparaissait comme un bouclier sur la mer sombre. »
ex. : « De même que le vent qui souffle avec violence disperse un monceau de pailles sèches qu'il emporte çà et là, de même la mer dispersa les longues poutres. »
La comparaison homérique est souvent introduite, en grec ancien, par la conjonction ὡς / hōs, « comme » (ou bien ἠΰτε / ēǘte, qui a une fonction grammaticale semblable) souvent suivie de la conjonction ὅτε / hóte. Cet ensemble figure le comparant alors que le comparé est souvent introduit par l’adverbe ὥς / ṓs, « ainsi ». Les analogies portent très fréquemment sur les hommes, les animaux, des lieux, mais aussi des personnages mythologiques ou des objets (armes, outils). Enfin, elles peuvent être juxtaposées les unes aux autres.
Selon Bernard Dupriez, ce type de comparaison est développé dans une proposition assez étendue pour constituer la protase d'une période comme dans cet extrait de Portrait d'un inconnu de Nathalie Sarraute :
ex. : « Comme le sang gonfle les artères, bat aux tempes et pèse sur le tympan quand la pression de l’air ambiant devient moins grande, ainsi la nuit, dans cette atmosphère raréfiée que fait la solitude, le silence – l’angoisse, contenue en nous dans la journée, enfle et nous oppresse. »
La comparaison a alors pour but d'embellir le discours et demeure exceptionnelle. Son exagération conduit au « baroquisme », pouvant même obscurcir le discours (amphigouri).

#### Comparaisons-clichés
De nombreuses comparaisons sont entrées dans le langage commun et sont devenues des clichés. Selon Bernard Dupriez on en compte plus de cent, qui servent à souligner une qualité comme dans l'expression « Vif comme la poudre ».
Les comparaisons faciles ou clichés ont tendance à appauvrir un texte littéraire si bien que le travail de correction de l'écrivain doit les diminuer. Flaubert avoue ainsi à Louise Collet : « Je suis dévoré de comparaisons comme on l'est de poux, et je ne passe mon temps qu'à les écraser ; mes phrases en grouillent. »

#### Comparatio

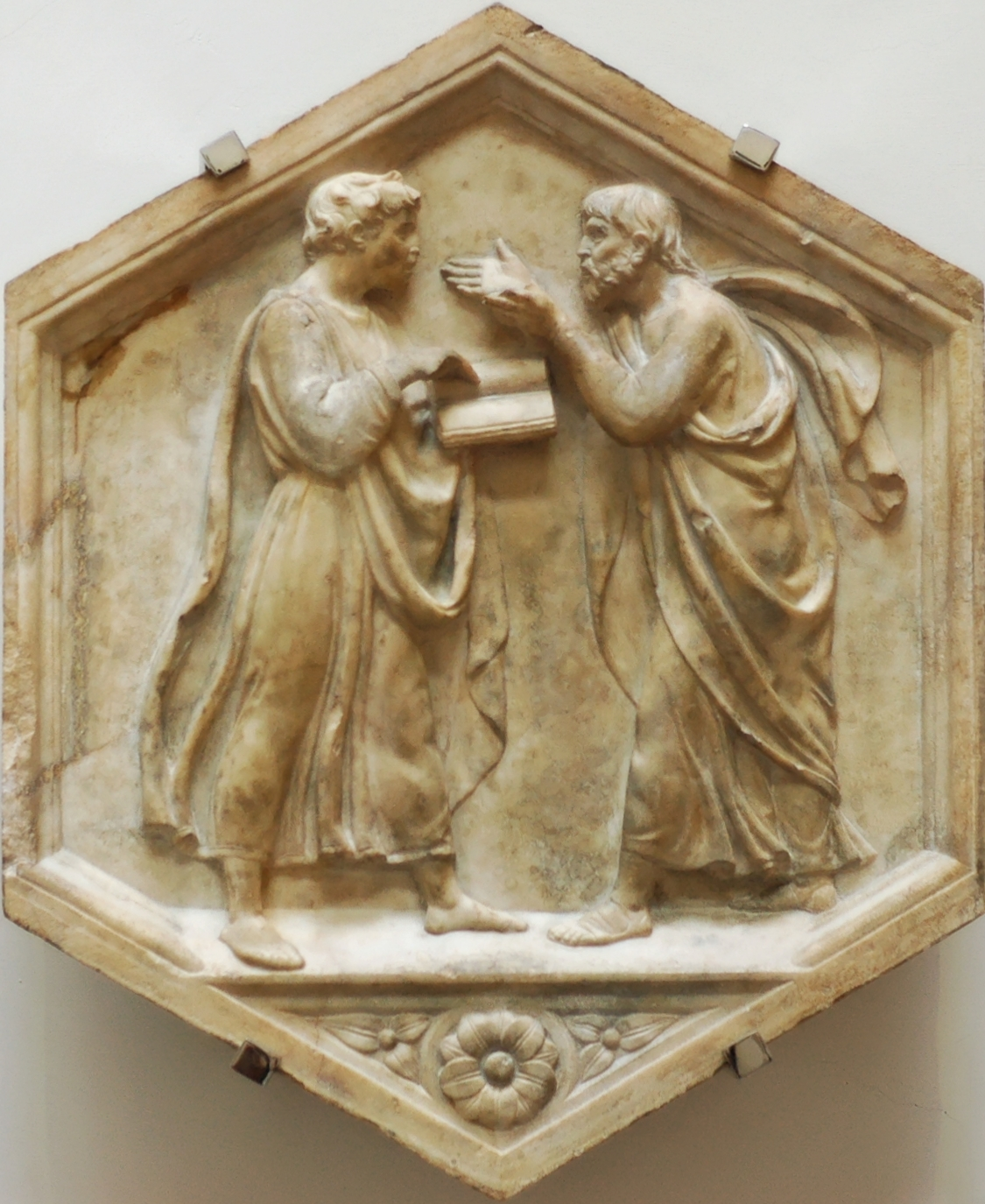
Platon et Aristote discourant (panneau en marbre provenant de la façade nord, registre inférieur, du campanile de Florence).

La comparatio est le nom de la comparaison dans l'art oratoire. Elle ne constitue plus une figure de style mais un argument de la démonstration rhétorique, ainsi qu'une ressource de l'éloquence. On parle aussi d'« argument comparatif ». Elle est alors utilisée par les orateurs hors des limites de la phrase (c'est une figure macrostructurale) et a plusieurs fonctions. Elle constitue d'abord une manière commode de définir un objet ou une notion ; en ce sens c'est « un moyen pédagogique efficace ». Jean Jacques Robrieux prend l'exemple de l'explication du principe du geyser à l'aide de la bouilloire et du siphon. Cependant, « dans la plupart des cas, la comparaison est simplificatrice et abusive parce qu'elle ne fournit pas toutes les données, à la différence de l'analogie », qui est elle un argument empirique qui fournit de manière explicite le critère de rapprochement. Elle peut dès lors permettre de manipuler, tout en donnant une apparence de rigueur. Le danger réside dans le fait qu'elle passe sous silence les différences de contextes. Par ailleurs, elle peut être utilisée pour frapper l'imagination. L'argument opposé à la comparatio est le distinguo, qui constitue « une comparaison négative » puisque son but est de refuser les amalgames et les rapprochements.

### Comparaison et métaphore

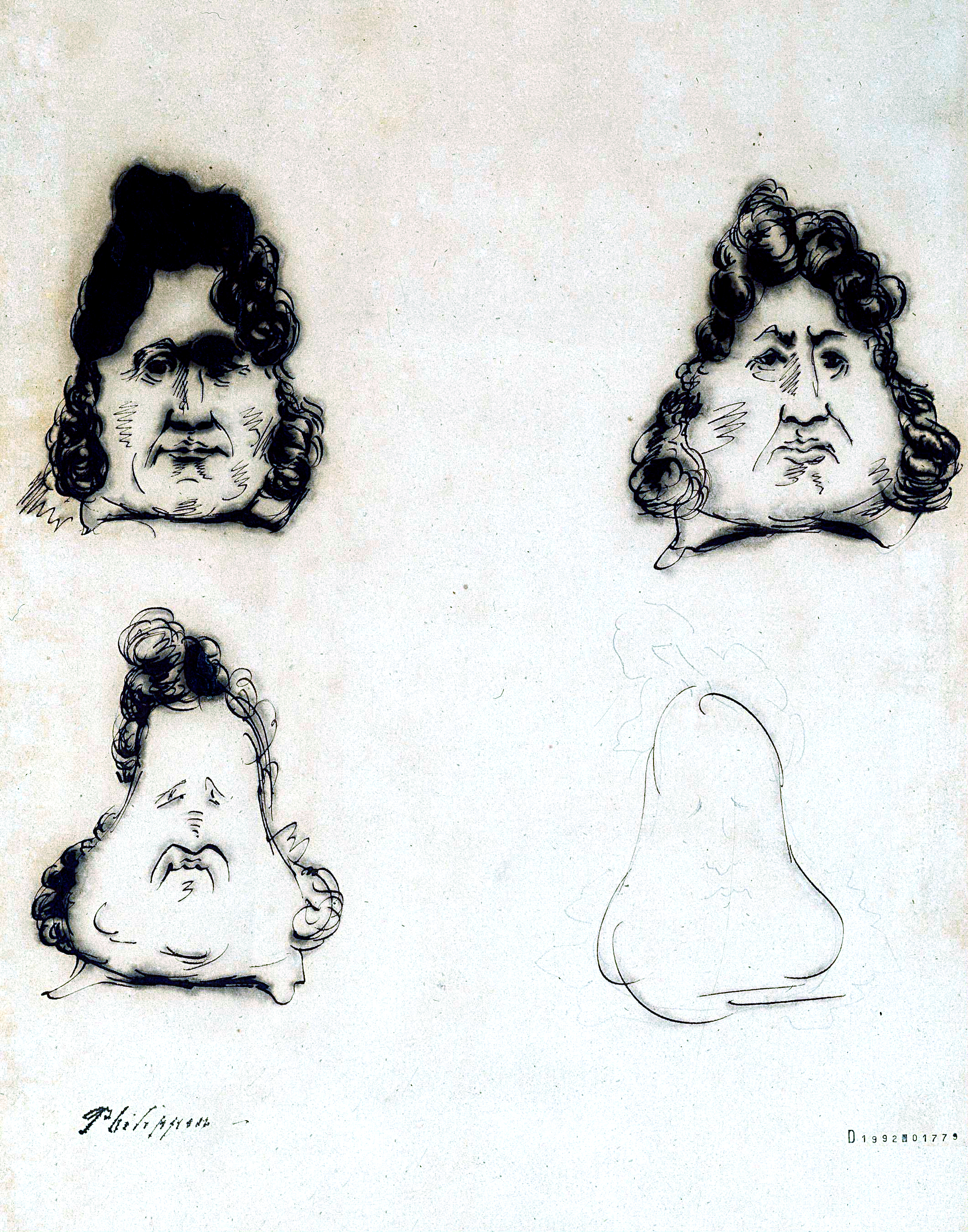
La Métamorphose du roi Louis-Philippe en poire, de Charles Philipon (1831) est une métaphore visuelle.

Métaphores et comparaisons appartiennent à une même classe, « car la différence formelle qui les sépare ne doit pas faire oublier leur appartenance à un mode de perception et de pensée similaire », intitulée en rhétorique et stylistique l'« image ». Pour Jean Jacques Robrieux, comparaison et métaphore sont des figures extrêmement proches, appartenant au « pôle métaphorique ».

#### Confusion courante
Comme le rappelle Christiane Morinet : « Par l'activité comparante qui permet de mettre en rapport un comparé et
un comparant, tout sujet dispose dans la langue de deux modes d'intervention : le mode comparatif (comme...) et le mode métaphorique c'est-à-dire un dispositif marqué et un autre plus implicite. » Comparaison et métaphore sont en effet très proches en langue, voire confondues. Or, dans le cas de la comparaison, le signal est réalisé linguistiquement ; c'est-à-dire qu'un opérateur visible dans la phrase permet de repérer une comparaison, alors que ce n'est pas le cas de la métaphore.
Contrairement à la métaphore, dans la comparaison, le comparé et le comparant sont compris dans leurs sens propres. Le sens figuré, lui, demeure implicite. Par exemple, « Dans « Pierre est grand comme un gratte-ciel », il y a à la fois différence entre Pierre, qui reste un humain, et le gratte-ciel, qui reste un bâtiment très haut, et identité entre Pierre et le gratte-ciel, compris cette fois en tant que représentant de l’idée de haute stature ». Par ailleurs, le processus comparatif est même « inverse de celui de la métaphore. Le choix du comparant demeure accessible au lecteur alors que dans la métaphore il faut davantage d'interprétation pour identifier la nature du lien entre le comparant et le comparé » ; le comparant métaphorique est donc linguistiquement opaque.
La comparaison peut se fonder sur une métaphore et, dès lors, les deux figures sont intimement imbriquées. À ce titre, Christiane Morinet évoque la « complexité du fonctionnement de la comparaison », qui est « capable de s'appuyer en syntaxe sur un élément déjà métaphorique ou non » comme dans ces vers de Paul Valéry :
Tu penches, grand Platane et te proposes nu,

Blanc comme un jeune Scythe
Le comparé a déjà, dans ces vers, une valeur métaphorique, même s'il est difficile à identifier précisément sinon par les adjectifs « nu » et « blanc » et par l'adresse « Tu te proposes », qui se réfère à de l'animé-humain. Le comparant est quant à lui aisé à repérer, c'est « un jeune Scythe ».
Selon Françoise Soublin, à partir d'une comparaison de forme canonique (avec « comme »), et au moyen d'une opération d'effacement, on peut aboutir à deux types de métaphores : en supprimant le tertium comparationis on peut former une métaphore-équivalence (« Un homme en colère est un lion ») alors qu'en faisant l'ellipse du mot de comparaison ou du verbe copule « être » on peut créer une métaphore-parallèle. Toutefois, constituer des métaphores à partir de comparaisons reste une opération rare car il existe « une pléiade de comparaisons qui ne présentent ni la forme canonique ni la forme réduite qui en est tiré ». Articuler métaphore et comparaison rhétorique est en revanche « l’un des procédés favoris de la langue (...) les unes étayant les autres dans un rapport étroit d’interdépendance, sans domination de l’une ou l’autre », comme dans cet extrait du roman Madame Bovary de Flaubert dans lequel Emma se désespère du départ du jeune Léon :
ex. : « Dès lors, ce souvenir de Léon fut comme le centre de son ennui ; il y pétillait plus fort que, dans une steppe de Russie, un feu de voyageurs abandonné sur la neige. Elle se précipitait vers lui, elle se blottissait contre, elle remuait délicatement ce foyer près de s’éteindre, elle allait chercher tout autour d’elle ce qui pouvait l’aviver davantage ; et les réminiscences les plus lointaines comme les plus immédiates occasions, ce qu’elle éprouvait avec ce qu’elle imaginait, ses envies de volupté qui se dispersaient, ses projets de bonheur qui craquaient au vent comme des branchages morts, sa vertu stérile, ses espérances tombées, la litière domestique, elle ramassait tout, prenait tout, et faisait servir tout à réchauffer sa tristesse »
La présence d'une métaphore peut permettre de projeter plus en avant dans le texte le travail comparatif, aboutissant en cela à une comparaison soutenue, voire « filée ». Dans ces vers de Paul Valéry (poème L'ébauche d'un serpent), le comparant (« abeille ») entraîne, par son champ sémantique (« corolle ») et par analogie (« oreille » humaine), à la fois des éléments métaphoriques et une comparaison :

#### Catégorisation
Selon Catherine Détrie, dans Du sens dans le processus métaphorique (2001), « Le processus métaphorique vise la représentation, par un sujet, d’une réalité perçue, soumise au filtre perceptif qui la construit. (...) La comparaison procède d’un autre processus puisqu’elle manifeste que la réalité perçue évoque un autre domaine, mais n’est pas de l’ordre de cet autre domaine, l’outil comparatif explicitant cette approche ». En somme, la métaphore dit ce qui est tandis que la comparaison procède différemment : « elle dit ce qui n’est pas. » « La métaphore permet la catégorisation du réel car le locuteur sélectionne le terme qui est à ses yeux le plus apte à manifester son rapport au réel non encore nommé, dont il souhaite rendre compte dans son discours, tandis que la comparaison ne travaille pas la catégorisation conceptuelle du réel, mais « se contente d’opérer une analogie, toujours explicitée par un outil comparatif, entre deux entités du réel, déjà catégorisées » ». Pour « Dans la comparaison, le mot ne signifie pas autre chose que ce qu’il signifie habituellement, alors que dans la métaphore, il se charge d’une signification nouvelle ».
En ce qui concerne la complexité référentielle et symbolique, la comparaison est donc « un travail en conscience du fait du maintien explicite du comparé et du comparant » alors que la métaphore est davantage « un au-delà qui donne le comparé comme toujours à déchiffrer. » La relation référentielle est différente pour chacune de ces figures d'analogie, concrète et explicite dans le cas de la comparaison, abstraite et implicite dans celui de la métaphore, et ce même si la présence d'une comparaison n'exclut pas celle d'éléments métaphoriques. Alors que « la métaphore agit en imposant sa vision [Ricœur parle à ce propos de « véhémence ontologique »], la comparaison, elle, propose une vision, elle fait miroiter les possibles tout en gardant pied dans la réalité ».
Enfin, la comparaison fonde son pouvoir figuratif sur « une potentialité d’existence. Elle ne dit pas ce qui est, mais ce qui pourrait — ou aurait pu — être », note Nathalie Petibon. En d'autres termes, elle produit une « catégorisation nouvelle, non édictée mais posée comme virtualité. » Charles Baudelaire a su voir cette différence entre « la simple analogie » (la comparaison) et « l'identification qui créé une autre réalité » (la métaphore) lorsqu'il dit :
ex. : « Votre œil se fixe sur un arbre harmonieux courbé par le vent ; dans quelques secondes, ce qui ne serait dans le cerveau d'un poète qu'une comparaison fort naturelle deviendra dans le vôtre une réalité. Vous prêtez d'abord à l'arbre vos passions, votre désir ou votre mélancolie ; ses gémissements et ses oscillations deviennent les vôtres, et bientôt vous êtes l'arbre. »
Pour Paul Ricœur, dans La métaphore vive, la comparaison figurative met en jeu le rôle de l’isotopie tout comme la métaphore (c’est-à-dire qu’elles introduisent du « différent », de l’insolite dans l’énoncé). Selon lui, la comparaison rhétorique et la métaphore se rejoignent quant à la rupture d'isotopie que l'une comme l'autre met en œuvre, au sein même du travail figuratif. Contrairement à la comparaison quantitative (« est plus grande que... », « aussi grand que... »), qui reste dans l'isotopie du contexte (des choses comparables sont traitées), « la comparaison qualitative présente le même écart à l'égard de l'isotopie que la métaphore ». Pour Jean Jacques Robrieux également, la comparaison rapproche deux termes n'appartenant pas à la même isotopie, c'est-à-dire au même ensemble notionnel.

## Le mot de comparaison

### «Comme»
La comparaison simple repose très souvent sur le mot « comme », qui peut être soit un adverbe soit une conjonction. Véritable « charnière grammaticale », il permet la juxtaposition de deux éléments, permettant ainsi « de les mettre en tension sans les faire fusionner ». Selon Meschonnic, c’est en cela que réside « l’originalité syntagmatique » de la comparaison. Cependant, Françoise Soublin a montré qu'à partir d'une comparaison de forme canonique (« Un homme en colère est féroce comme un lion ») on peut, par une opération d'effacement de « comme » et par ellipse du verbe être, former une métaphore de type parallèle (« un homme en colère un lion »).
Le recours constant à « comme » a même galvaudé la figure : Mallarmé explique ainsi refuser de l'utiliser dans sa poésie : « je raye le mot comme du dictionnaire »,. Pour qu'il y ait comparaison rhétorique, deux réalités doivent être dans un rapport d'analogie, et « comme » doit porter ce rapport. Par conséquent, « la seule présence de « comme » ne suffit pas pour qu'il y ait comparaison au sens rhétorique du terme. « Comme » a bien d'autres sens en français, et peut introduire une idée causale, ou temporelle », comme dans ces vers de Rimbaud :
Comme je descendais des Fleuves impassibles

Je ne me sentis plus guidé par les haleurs...
En tant qu'adverbe, lorsque « comme » marque une exclamation et, donc, lorsqu'il débute la proposition (exemple « Comme il est grand ! »), il ne produit pas une comparaison rhétorique. « Comme » employé comme complément circonstanciel de comparaison (cas du comparatif) n'aboutit pas à une comparaison figurative non plus. Par exemple, dans « Naturellement, c'est comme avec moi, dit Odette d'un ton boudeur » (Marcel Proust, Du côté de chez Swann), il n'y a pas rapport de similitude entre deux réalités.
Pour Christiane Morinet, le « comme » de la comparaison a la valeur d'un « comme si » hypothétique ; il semble « marquer une sorte de point de non-retour, de frontière entre un monde et un autre », alors que pour Henri Meschonnic le « comme » a valeur de « sésame », inaugurant un rapport nouveau, un mystère hermétique même. Meschonnic cite par exemple le poème Comme de Robert Desnos :
Comme, je dis comme et tout se métamorphose
ou ce vers de Michel Deguy :
Ma vie

Le mystère du comme
Enfin, parfois, le lien explicite est réduit au minimum, comme dans cet aphorisme de Cioran :
ex. : « Dieu : une maladie dont on se croit guéri parce que plus personne n'en meurt. »
En anglais, le comparatif courant de la comparaison (simile) est soit « like » soit « as ». En allemand, la vergleich utilise « wie » ou « als ».

### Autres mots de comparaison
Le mot « comme » n'est pas le seul à pouvoir introduire une comparaison rhétorique. Certains verbes comme « sembler », des adjectifs (« semblable à », « pareil à »), des adverbes et des conjonctions (« ainsi que », « de même que ») ou des locutions conjonctives (« de même que ») peuvent également permettre de comparer deux réalités. Par exemple, dans ces vers de Baudelaire, la locution « pareil à » permet de comparer l'esprit du poète, assailli par la fatigue, à une tour qui cède sous l'insistance d'un bélier :
Mon esprit est pareil à la tour qui succombe

Sous les coups du bélier infatigable et lourd
La comparaison peut aussi être permise par une apposition ou encore, selon le mot du groupe µ, par un « appariement » (remplacement du mot comparatif comme par un lexème de même effet) :
ex. : « La terre et moi faisons la paire. »
Certains mots de comparaison indiquent un degré, comme dans ce vers de Charles Baudelaire :
ex. : « Je t'adore à l'égal de la voûte nocturne. »
En ce sens, la comparaison rhétorique est très proche de celle grammaticale. Cependant, dans ce cas, le degré n'est qu'une information, un sème supplémentaire au processus analogique et non une opération grammaticale.
D'autres mots de comparaison (« paraître » ou « sembler »), mais aussi des locutions rares comme « être un peu semblable à » ou « encore mieux que » atténuent le rapprochement figuratif, comme dans :
ex. : « Cette tête est encore mieux meublée que ne le sont mes magasins. »
Selon Henry Suhamy et Morier, un type particulier de comparaison, dite « chimérique » (ou « image impressive » chez ce dernier), est introduit par des verbes comme « paraître » ou « sembler », ou par des locutions telles : « comme si... », « on eût dit que... » comme dans ce passage de Chateaubriand :
ex. : « À l'orient, la lune touchant l'horizon semblait reposer immobile sur les côtes lointaines (...) »
Elle consiste à passer d'un terme présenté comme réel à un second, présenté lui comme irréel ou fantastique et qui est en lien avec ce premier. Ce genre d'image évocatrice est courant chez Shakespeare :
« Like an unseasonable stormy day,

Which makes the silver rivers drown their shores,

As if the world were all dissolv'd to tears, »

## Rapport d'analogie

### Sème en commun

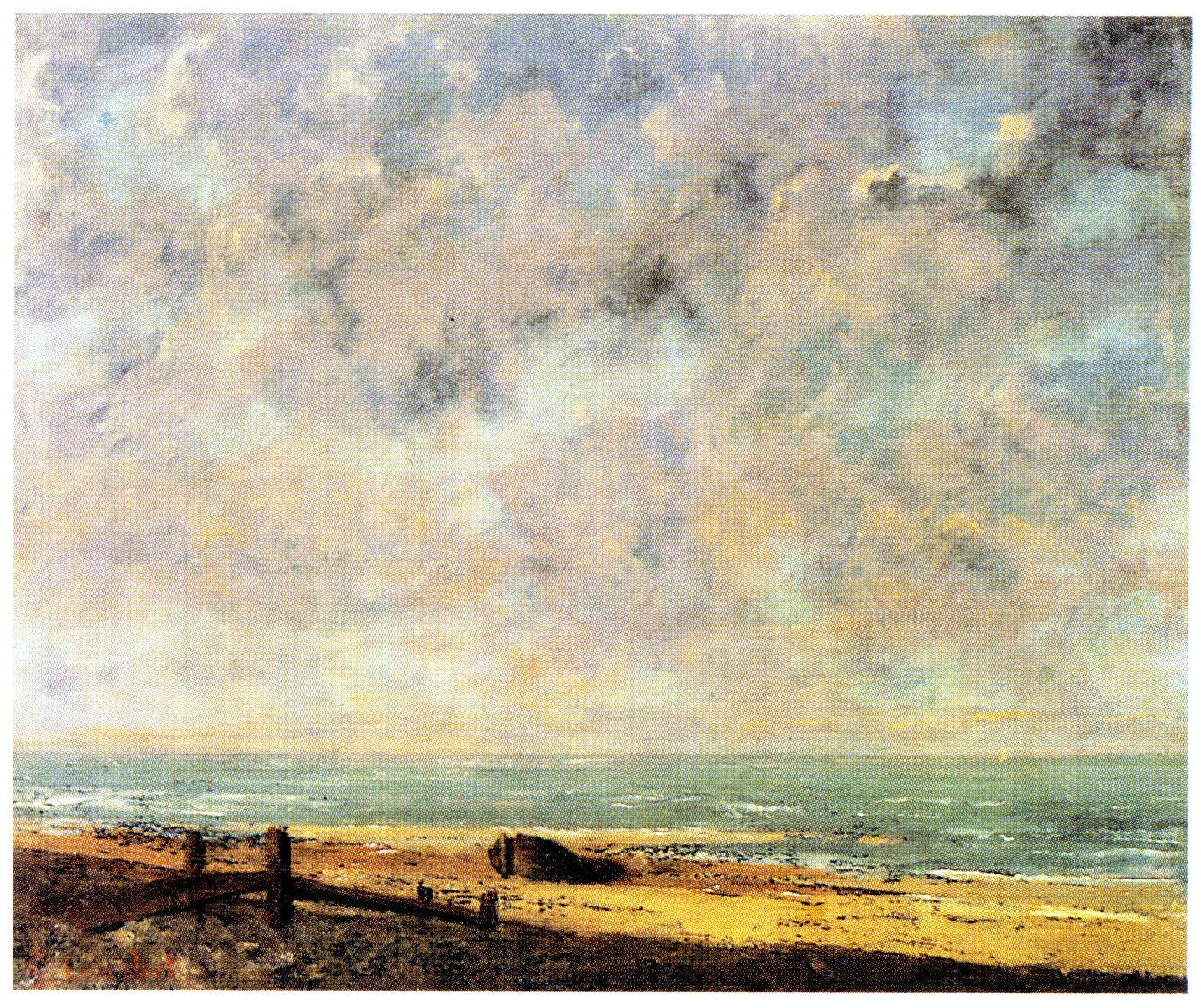
Gustave Courbet, La Mer (1871-1872)

Le comparé et le comparant doivent, rappelle Patrick Bacry, appartenir à deux champs sémantiques différents. Le rapprochement de ces deux champs, qui n'ont concrètement aucun rapport en commun, fait l'intérêt de la figure. Ce rapprochement doit en outre être possible. La comparaison est dès lors uniquement positive : elle affirme, d'un certain point de vue, que le comparant et le comparé se ressemblent, et même si cette ressemblance n'est que partielle (autrement il y aurait identité stricte). Il suffit donc, explique Patrick Bacry, « qu'un seul aspect (...) puisse apparaître commun aux deux réalités pour qu'elles soient comparables ».
Pour que le rapport d'analogie soit possible, les deux réalités linguistiques doivent partager des traits communs. Or, un mot peut posséder plusieurs traits sémantiques (ou sèmes) et dont l'addition détermine le signifié du mot. L'analogie se fonde sur le partage d'au moins un sème commun entre les deux réalités évoquées dans la comparaison. Ainsi, dans le vers de Baudelaire « La musique souvent me prend comme une mer ! », la musique est montrée comme étant capable d'emporter avec force l'esprit ou l'âme alors que la mer emporte les corps qu'elle submerge. Le sème commun aux deux réalités évoquées (la musique et la mer) est donc la force d'emportement. En rhétorique antique, ce dénominateur commun est nommé le « tertium comparationis ».
Toutefois, l'identification du ou des sèmes en commun peut nécessiter une interprétation. Ainsi dans ces vers de Lamartine la comparaison se fonde sur deux sèmes qui ne se découvrent pas littéralement :
Et l'astre qui tombait de nuage en nuage

Suspendait sur les flots un orbe sans rayon,

Puis plongeait la moitié de sa sanglante image,

Comme un navire en feu qui sombre à l'horizon
En effet, le comparé n'est pas simplement le soleil mais la situation du soleil qui se couche sur la mer alors que le comparant est un navire en flammes et faisant naufrage. Les sèmes partagés sont donc la chute qui rappelle le naufrage et le caractère ardent du coucher de soleil.

### Qualité commune
La comparaison peut aussi reposer sur une qualité partagée par les deux réalités mises en rapport. Ainsi, dans la phrase : « Elle est blanche comme la cornette d'alarme d'une sœur dont le frère travaillerait chez Persil » (San Antonio, Ménage tes méninges), la comparaison permet de souligner le sème d'une qualité (la blancheur). Le célèbre vers du poète français Paul Éluard : « La Terre est bleue comme une orange » (L'amour, la poésie, VII) souligne également une qualité.

### Processus comparatif

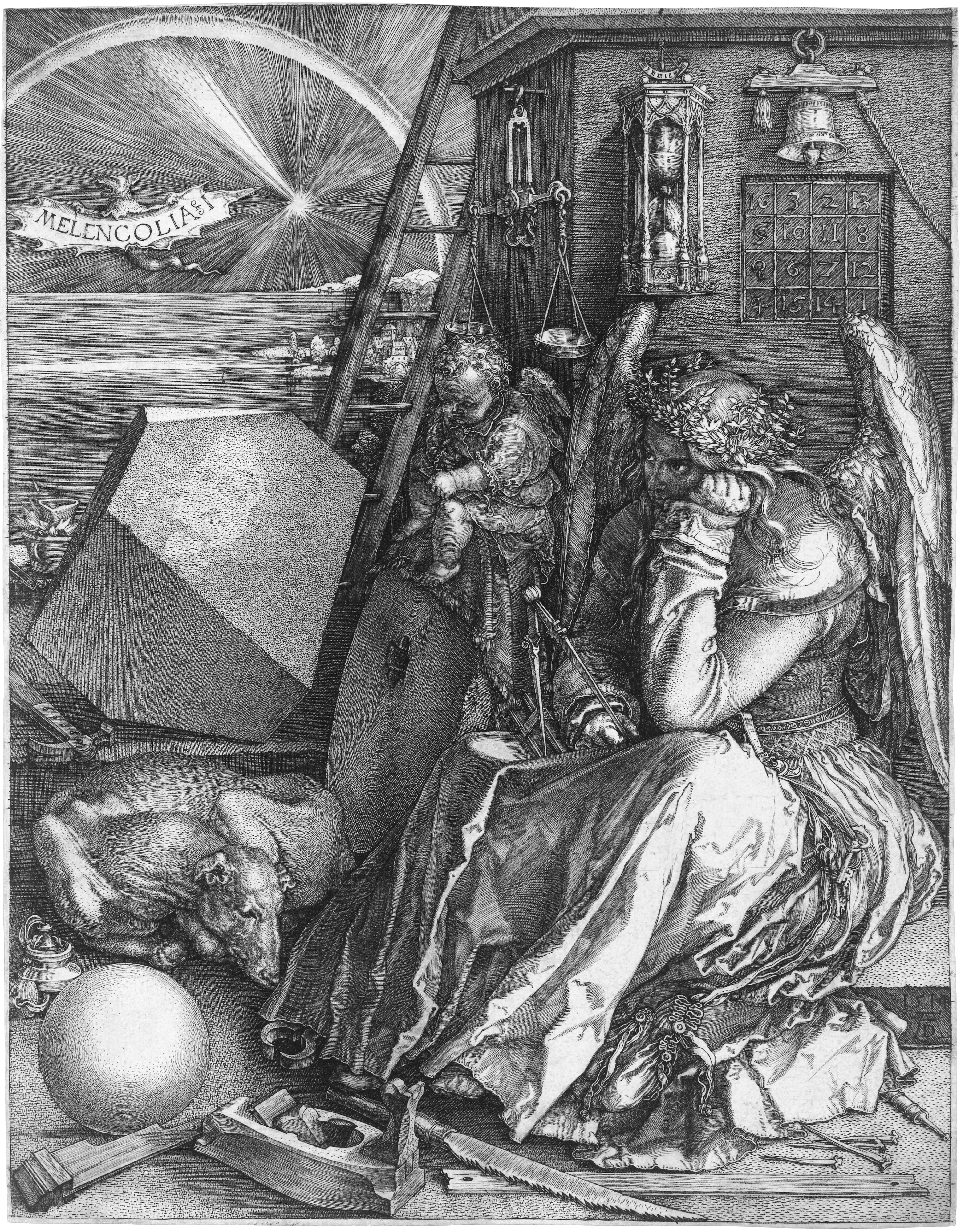
Albrecht Dürer, Melencolia (1514). Ici, le peintre compare la mélancolie à plusieurs éléments : un ange, un putto, des outils, un lévrier, des symboles magiques, etc.

La comparaison repose sur « une distance sémantique » plus ou moins grande entre le comparant et le comparé ; c'est la « tension ». La qualité rhétorique de cette figure en dépend mais une tension importante ne permet pas toujours d'expliciter le processus comparatif. Pour Pierre Fontanier, le processus de « comparaison mentale » fonde toutes les figures de pensée : « N'est-ce pas en vertu d'une comparaison mentale que l'on transporte le nom de la cause à l'effet, ou de l'effet à la cause ? Le nom de la partie au tout, ou du tout à la partie ? N'est-ce pas enfin une telle sorte de comparaison qui fait saisir tous les rapports quelconques entre les objets et entre les idées ? »
Selon Nathalie Petibon, le processus comparatif évolue entre ordre scientifique et ordre poétique : « Comme l’analogie, tout à la fois proportion mathématique et similitude de rapports poétique, la comparaison témoigne d’une polarisation double, entre ordre scientifique (au sens large d’ordre mesurable, quantifiable, vérifiable) et ordre poétique, alors même qu’elle ne présente qu’une seule et même structure syntaxique. » En effet, la comparaison « ressortit à l’analyse, à la décomposition quantitative, logique, d’éléments différents ou semblables existant entre deux ou plusieurs objets (par exemple : « Pierre est grand comme son père »). » Mais, comprise comme rapport établi dans la langue entre deux objets, elle se fonde sur une réunion qualitative d’éléments différents, c'est-à-dire à une sorte de synthèse, c’est-à-dire « à l’exact contraire de l’analyse (par exemple : « Pierre est grand comme un gratte-ciel ») ».
La comparaison impose, par son terme comparatif explicite, selon André Breton, un « pouvoir de retardement », ou de « suspension ». Le rapport analogique est toutefois « un instrument logique dans la comparaison », ce qui ne permet d'ailleurs pas de la classer parmi les tropes, la relation d'analogie étant explicite dans le contexte note Jean Jacques Robrieux.
Cette spécificité du processus de figuration propre à la comparaison rhétorique aboutit « à suggérer un autre point de vue possible sur le monde. En proposant des ressemblances, des rapports, la comparaison feint, simule une voie vers une nouvelle catégorisation potentielle. En ce sens, comme la métaphore bien que de manière différente puisque développée, la comparaison constitue une construction imaginaire, une fiction en miniature, et donc une figure. » Elle forge « une fiction de ressemblance ».
Enfin, « la comparaison est d'autant plus frappante que le point de comparaison ou de degré de similitude (similé) est moins prévisible », comme dans la formule visant le dramaturge Jean Racine et attribuée à tort à Madame de Sévigné :
ex. : « Racine passera comme le café. »

## Comparé et comparant

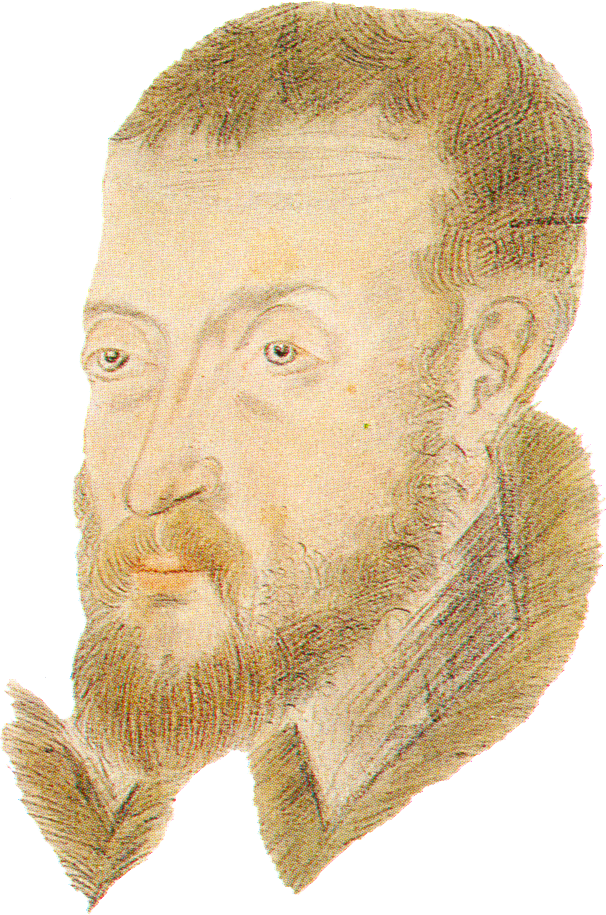
Portrait du poète Joachim Du Bellay

Patrick Bacry note qu'« on ne compare pas seulement des choses, des idées, mais aussi des faits, des actions, des situations. » Ils sont le plus souvent des substantifs mais peuvent aussi être des noms propres. Ainsi Proust, dans une lettre à la NRF, écrite durant la Grande Guerre, se plaint d'une situation qui l'oppose à l'éditeur Grasset :
ex. : « Pour le règlement d'une question fort douteuse il retient préalablement en gage (comme les Allemands la Belgique) quelque chose qui m'appartient. »
Le comparé et le comparant peuvent parfois être étendus sur plusieurs phrases voire sur un texte entier, constituant ainsi une hypotypose. De nombreux poèmes de Du Bellay reposent ainsi sur une ou plusieurs comparaisons étendues, organisées au sein d'un schéma dont le profil est de l'initiative du poète. Le sonnet 14 des Antiquités de Rome par exemple comporte un quatrain initial constitué d'un premier comparant :
Comme on passe en été le torrent sans danger

Qui voulait en hiver être roi de sa plaine

Et ravir par les champs, d'une fuite hautaine,

L'espoir du laboureur et l'espoir du berger ;
suivi par la suite d'un deuxième comparant, occupant le quatrain suivant :
Comme on voit les couards animaux outrager...
puis d'un troisième, en deux vers, au début des tercets successifs :
Et comme devant Troie on vit des Grecs encor

Braver les moins vaillants autour du corps d'Hector...
le tout constituant, note Patrick Bacry, un « tableau complexe, qui répond à la situation évoquée en fin de poème, laquelle constitue le comparé : la ville de Rome, autrefois si puissante et maîtresse du monde, qui est désormais (à l'époque de Du Bellay) faible et asservie aux puissances étrangères » :
Ainsi ceux qui jadis voulaient, à tête basse,

Du triomphe romain la gloire accompagner,

Sur ces poudreux tombeaux exercent leur audace,

Et osent les vaincus les vainqueurs dédaigner.
Du Bellay a rompu avec l'ordre canonique de la comparaison (comparé - comme - comparant) puisqu'il a dessiné, dans ce poème, une variante de type : « comme - comparants - (ainsi) - comparé », dans laquelle, par conséquent, les comparants (un torrent, un lion, Hector) précèdent le comparé (Rome).
La plupart du temps, le comparant utilisé est très concret note Patrick Bacry. Il appartient en effet souvent à une réalité palpable et c'est là, selon ses mots, « un aspect constant de la comparaison : elle repose le plus souvent sur une image concrète, évoquant une réalité matérielle qui peut être perçue par la vue ou par l'un des autres sens. » Une comparaison reposant sur une réalité non sensible par les sens est exceptionnelle et procède de la volonté particulière de l'auteur. Il semble enfin que plus le comparé est abstrait, plus le comparant choisi a tendance à être concret, en particulier dans les comparaisons (surtout des expressions devenues populaires) qui ont pour fonction de souligner une qualité essentielle (« blanche comme lis », « belle comme le jour » par exemple).

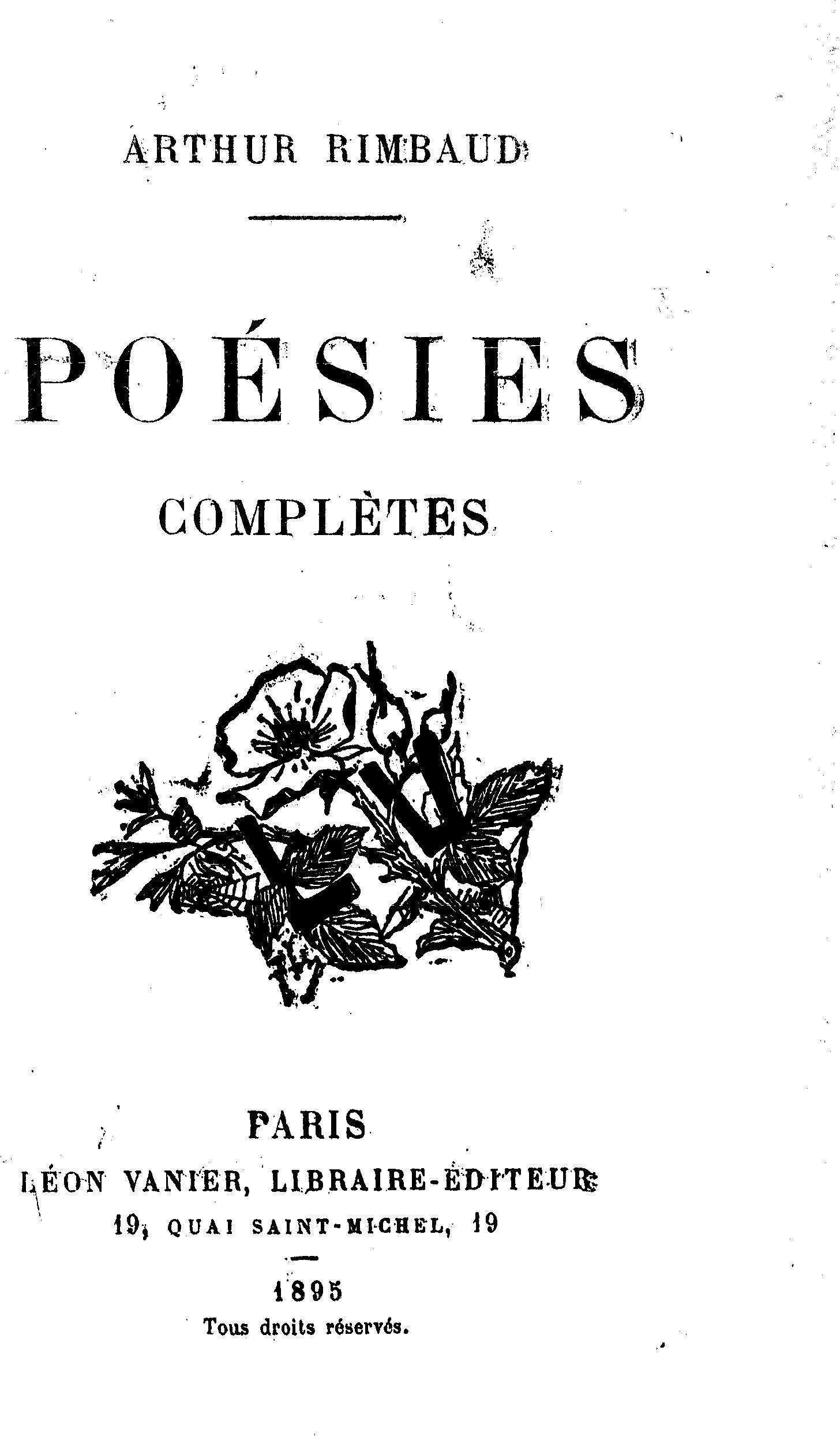
Couverture de la 1re édition des Poésies complètes de Rimbaud

La comparaison mettant en œuvre plusieurs comparants, sur plusieurs phrases ou plusieurs vers, peut permettre de figurer le processus d'associations d'idées. Arthur Rimbaud l'utilise pour dépeindre successivement ses souvenirs dans son poème Mémoire :
L'eau claire ; comme le sel des larmes d'enfance,

L'assaut au soleil des blancheurs des corps de femmes ;

la soie, en foule et de lys pur, des oriflammes

sous les murs dont quelque pucelle eut la défense ;

l'ébat des anges ; − Non ... le courant d'or en marche
Le comparé est l'eau claire, rapprochée de cinq comparants différents, chacun appartenant à un champ sémantique différent des autres. Il y a ainsi au vers initial une évocation de l'enfance, une impression érotique au vers 2, une vision médiévale aux vers 3 et 4 et enfin une image pieuse au vers 5. En dépit de cette hétérogénéité dans les dénotations des comparants, les sèmes sont communs, à savoir : la blancheur lumineuse (connotée par les mots : « claire », « sel », « blancheurs », « soleil », « lys », « pur », « anges », « or »), la pureté (« enfance », « lys », « pur », « anges », « pucelle », « défense ») et le mouvement (« assaut », « en foule », « oriflammes », « ébat », « courant », « en marche »). Il semble que la vision de Rimbaud décrive, de façon fugitive, « par une série de libres associations visuelles, les reflets au soleil d'une eau en mouvement. »

## Finalités stylistiques

### Suggestion
La comparaison poursuit plusieurs buts stylistiques : elle possède d'abord une force suggestive qui dépend de l'originalité du comparant. Elle permet d'abord d'éclairer une idée ou un propos, de l'illustrer par une image sensible. L'émotion véhiculée par la figure permet aussi d'accéder aux pensées et sentiments secrets de l'auteur quant au comparé. En introduisant dans le discours un nouveau champ sémantique, la comparaison permet de donner une nouvelle vision des choses, plus frappante et plus originale, plus personnelle en somme.
La comparaison rhétorique peut aussi être utilisée pour suggérer des effets visuels, au niveau de la représentation de la scène évoquée comme dans cette phrase de Jean Roudaut :
ex. : « Le sol est une grande flaque noire que le ciel rejoint, comme deux lèvres se ferment. »
dans laquelle le narrateur utilise le comme pour prendre le relais d'une métaphore, créant ainsi « un fondu-enchaîné d'impressions. »
L'interprétation de la part du lecteur est par conséquent importante dans le cas de la comparaison. « L'interprétation appartient au lecteur qui ne doit pas se contenter de référer à un élément repérable, désignable dans le « réel » mais qui doit sélectionner dans des éléments associés culturellement à un signifié », en d'autres termes, la comparaison fait appel à des connaissances culturelles partagées sans lesquels l'interprétation ne peut être possible.
En ce sens, Lautréamont utilise, dans Les Chants de Maldoror mais aussi dans ses Poésies I et Poésies II ; la comparaison est pour lui une entreprise de « démystification du langage ». Le jeune poète y « consacre le règne de la comparaison comme activité métaphorique ».
Comme toutes les figures de pensée, la force suggestive de la comparaison peut être renforcée lorsqu'elle est combinée à une autre figure, comme l'antithèse :
ex. : « Hélas ! un petit aspic, comme M. de Rohan, revient de la mort, et cet aimable garçon, bien né, bien fait, de bon naturel, d’un bon cœur, dont la perte ne fait de bien à personne, nous va périr entre les mains ! ».

### Humour et ironie
La comparaison peut aussi avoir une finalité humoristique comme dans cet exemple tiré de San Antonio : « blonde avec une poitrine comme des pare-chocs de Chambord » (la Chambord étant une très grosse voiture des années 1950). Les comparaisons homériques sont très reprises pour être détournées, sur le mode burlesque ou parodique :
ex. : « Bogaert sentit que la journée s'écoulerait bêtement et lentement, comme une rivière sans poissons devant l'ombre d'un pêcheur à la ligne. »
Pierre Mac Orlan produit, par cette comparaison triviale, un caractère saugrenu, mise en valeur par la précision des détails et l'équilibre syntaxique de l'ensemble. Selon Henri Suhamy, plusieurs autres mécanismes permettent de faire de la comparaison l'instrument d'un comique subtil, à savoir d'abord « la recherche forcée d'analogies lointaines », comme dans :
ex. : « Les dunes du désert étaient aussi sèches que la conversation du colonel. »
Cette phrase aboutit à confondre sens figuré et sens concret, et, de là, débouche sur une réception absurde. D'autre part, la comparaison peut devenir humoristique par la simple inversion de l'ordre des idées, en expliquant par exemple le simple par le dérivé, de la même façon que si c'était logique, alors que le résultat est tautologique :
ex. : « Ce fer est aussi dur que les convictions de X. »
Un troisième procédé consiste à détourner une formule clichée, ou en la « filant » :
ex. : « Il y a de l'orage dans l'air, les plaisanteries volent bas. »
La comparaison peut être un support de l'ironie comme dans :
ex. : « La légion d'honneur lui va comme des escarpins à un hippopotame. »
Enfin, certaines comparaisons, parfois farfelues ou implicites, n'en sont pas moins éloquentes, comme dans :
ex. : « Entrer dans la fonction publique : plutôt me faire moine ! »
Cet exemple, qui est une boutade, repose sur un dénominateur commun : l'aliénation et la routine selon Jean Jacques Robrieux.

### Synesthésie
La figure peut aussi permettre, notamment dans certains poèmes à finalité imitative, de soutenir la perception et ainsi de provoquer une synesthésie, comme chez Baudelaire (avec ses « correspondances ») :
Il est des parfums frais comme des chairs d'enfants,

Doux comme les hautbois, verts comme les prairies,

- Et d'autres, corrompus, riches et triomphants,

Ayant l'expansion des choses infinies,

Comme l'ambre, le musc, le benjoin et l'encens,

Qui chantent les transports de l'esprit et des sens.

## Finalité argumentative
La comparaison est une figure très utilisée dans l'argumentation ; « son orientation et son affinité avec les structures mathématiques lui donnent une apparence rigoureuse, faite pour emporter la conviction » signalent Chaïm Perelman et Lucie Olbrechts-Tyteca. En l'utilisant, « on confronte plusieurs objets pour les évaluer l’un par rapport à l’autre ». Par exemple, dans la phrase « Dans cette affaire, les USA se conduisent comme des ripoux » (Le Temps, numéro du 19 décembre 1998), la comparaison oriente le jugement du lecteur. Le comparant (« comme des ripoux ») provient en effet du vocabulaire policier et son rapprochement avec le comparé (« les USA ») l'abaisse argumentativement, ce qui aboutit à une conclusion négative sur ce pays.
Le philosophe anglais John Locke reconnaît l'importance heuristique de la comparaison (qu'il nomme « similitude ») et de la métaphore. Il considère qu'elles permettent de se représenter des abstractions que l'esprit ne parvient pas encore à se figurer, et elles peuvent même faire sentir des phénomènes que la science n'a pas encore découverts. Ainsi, « Si toutes nos recherches ne nous ont pas conduit plus loin qu'aux Métaphores et aux Similitudes, nous pouvons compter sûrement que nous n'avons pas pénétré jusques à l'intérieur des choses, et que toute notre Science est une véritable Chimère. »
Jean-Jacques Robrieux note également la visée argumentative de la figure, dans la mesure où la comparaison laisse moins de place à l'interprétation et à l'ambiguïté. Dans « Vous vous conduisez comme un enfant », par exemple, la comparaison offre une image facile à identifier. Parfois, l'intention est de clarifier un propos en lui donnant un tour concret. En somme, l'« utilité argumentative du procédé comparatif se rapproche alors de l'exemple et de l'illustration. »
La comparaison explicative est également destinée à éclairer et/ou compléter le sens d'une assertion ou d'une métaphore préalable. Elles sont fréquentes dans les clichés proverbiaux de type :
ex. : « Croire dur comme fer »

## Historique de la notion

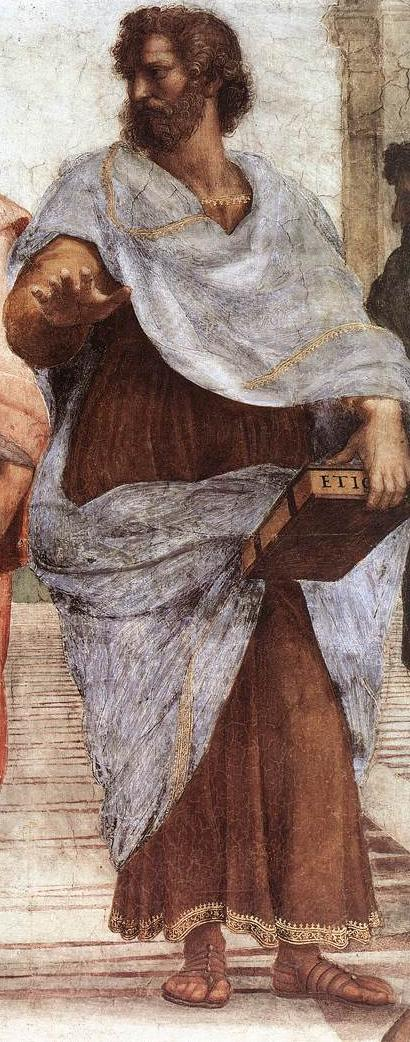
Aristote peint par Raphaël.

Le terme de « comparaison » apparaît dès 1174, dans l'ouvrage De Potentia (question VII), sous la forme latinisée de comparisun, chez Saint-Thomas d'Aquin, au sens d'« action de comparer pour faire ressortir les ressemblances et les différences »,.
Le premier à l'avoir utilisé est Aristote. Dans le troisième livre de la Rhétorique, le philosophe distingue deux discours reposant sur une ressemblance (analogie) : tout d'abord la metaphora, et qui « n’équivaut pas seulement à ce que nous entendons aujourd’hui par « métaphore », mais elle ressortit à toute opération d’intellection analogique ») et l'eikon, qui met en jeu un « comparant » et un « comparé ». Selon Nathalie Petibon, l'« eikon aristotélicien équivaut donc à ce que nous appelons aujourd’hui « comparaison ». » Aristote donne deux exemples pour différencier les procédés :

« L’image est aussi une métaphore, car il y a peu de différence entre elles. Ainsi, lorsque (Homère) dit en parlant d’Achille : « Il s’élança comme un lion » il y a image ; lorsqu’il a dit : « Ce lion s’élança » il y a métaphore. L’homme et l’animal étant tous deux pleins de courage, il nomme, par métaphore, Achille un lion. »

« En réalité, peu importe à Aristote la différence de verbalisation entre comparaison et métaphore, puisque l’essentiel, à ses yeux, est le fait que la comparaison et la métaphore fassent toutes les deux apercevoir la ressemblance présente entre Achille et l’idée du lion selon une seule et même opération analogique » explique Nathalie Petibon. Pour le philosophe grec, les deux procédés sont proches et participent du langage figuratif.
Cependant, « Depuis l’Antiquité, elle [la comparaison] n’a en effet jamais été considérée de manière véritablement autonome : l’observant comme forme analogique, on l’a toujours envisagée dans sa relation avec la métaphore, et généralement en relation d’infériorité, voire de subordination à celle-ci. » explique Nathalie Petibon, qui ajoute que « s’est ainsi établie une distinction entre la comparaison dite simple, qui opère de manière quantitative et que l’on ne considère pas comme une figure, et la comparaison dite, elle, figurative, qui opère de manière qualitative. » Ainsi, Henri Meschonnic s'interroge : « Peut-on dire que la comparaison est une figure (...), puisqu’elle n’opère aucun écart entre la pensée et l’expression attendue ? ». Après Aristote en effet, le rapport « entre métaphore et comparaison est renversé » et seul le terme de comparaison les distingue, sans prendre en compte la différence fondamentale que les deux figures entretiennent dans le travail de ressemblance. M. H. McCall a étudié en détail ce renversement.
Quintilien, suivant Aristote, dans son Institution oratoire, distingue lui aussi les deux figures, celle de la métaphore (qu'il définit comme similitudo brevior), et celle de la comparaison (comparatio). Quintilien explique : « Je fais une comparaison quand je dis d’un homme qu’il a agi en telle occasion comme un lion ; une transposition métaphorique (translatio) quand je dis de cet homme : « c’est un lion » ».
Cependant, « les successeurs de Quintilien vont ignorer cette subtilité. Confondant les termes similitudo et comparatio, ils vont comprendre la métaphore comme une comparaison abrégée, c’est-à-dire privée de son outil comparatif », provoquant un véritable « retournement de la conception aristotélicienne », confusion qui existe encore aujourd'hui. La métaphore est, depuis, expliquée comme étant une comparaison amputée et elle devient l'objet premier de toutes les études rhétoriques.
En France, le grammairien du XVIIIe siècle Pierre Fontanier, dans son traité des Figures du discours (1827) classe la métaphore parmi les tropes proprement dits tandis qu’il fait de la comparaison un non-trope et une « figure de style par rapprochement ». Il la considère donc, compte tenu de sa façon de concevoir la figuration, « comme une déviance langagière, mais sans changement de sens des mots qui la composent. » Il recommande que, dans la comparaison, le comparant et le comparé soient « sensibles et aisés à apercevoir ».
Pour Albert Henry, dans Métonymie et métaphore, comparaison et métaphore divergent au contraire : « La comparaison et la métaphore diffèrent dans leur essence même ». Selon lui, la métaphore n’est pas une « comparaison condensée (...) parce que la métaphore exprime autre chose que la comparaison ». Pour le Groupe µ, l'approche cognitivo-linguistique permet de représenter la comparaison comme une « forme de prédication qui présente en même temps la confrontation et la résolution par similitude, sous le contrôle d'une modalisation cognitive ou perceptive ». Son traité de Rhétorique générale (1970) classe la comparaison parmi les métasémèmes et en distingue trois types : la comparaison « synecdochique » (sorte de clichés à valeur descriptive), la comparaison « métalogique » (proche de l'hyperbole, comme dans « riche comme Crésus ») et la comparaison « métaphorique » (regroupant l'aspect le plus figuratif du procédé).

### Comparaison et surréalisme

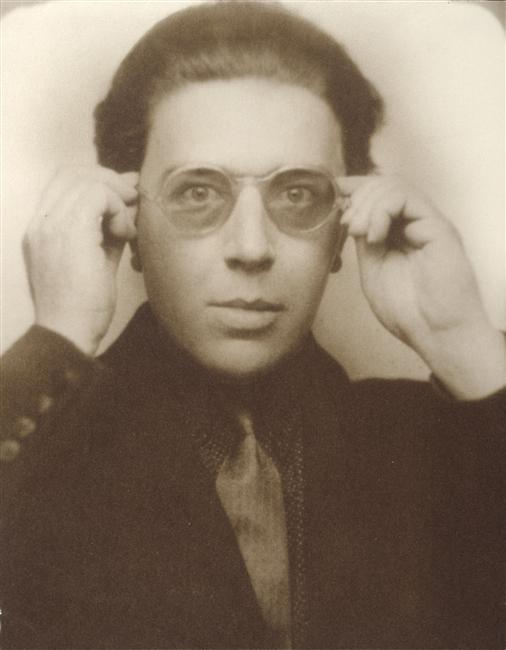
(...) l'image analogique, dans la mesure où elle se borne à éclairer, de la plus vive lumière, des similitudes partielles, ne saurait se traduire en termes d'équation - André Breton, Signe ascendant.

La comparaison a été abondamment utilisée par les auteurs surréalistes. Ils y ont recours pour confronter deux champs sémantiques que tout oppose et, en cela, ils dépassent la structure première de la figure, qui est de reposer sur un sème commun. Dans Les Chants de Maldoror, ouvrage préfigurant le surréalisme, Lautréamont utilise fréquemment la comparaison poétique, qui « oscille entre un emploi populaire, transparent et utilitaire, donc qui a perdu de son intensité et de son pouvoir suggestif, et un emploi absurde, à impertinence maximale, devant lequel le lecteur hausserait
les épaules et se détournerait ». En somme l'« 'histoire des comparaisons dans les Chants suit bien ce mouvement d'oscillation entre des comparaisons-clichés et les trop célèbres séquences des « beau comme... » », au moyen d'un comparant très souvent déconcertant et incongru. L'ambition est alors de mettre à mal la raison et le lien intelligible qu'ont les mots entre eux, se référant par-là à cette célèbre phrase de Lautréamont qui annonce : « beau comme la rencontre fortuite sur une table à dissection d'une machine à coudre et d'un parapluie », en parlant de la beauté (Chants de Maldoror, 1869, chant VI). Ces comparaisons propres à l'écriture de Lautréamont, commençant par « beau comme », reposent sur des associations au caractère paradoxal et dont l'ironie « tient à la distance irréductible entre motif et comparant ».
André Breton écrit, en 1947, dans un article intitulé « Signe ascendant » :

« Au terme actuel des recherches poétiques, il ne saurait être fait grand état de la distinction purement formelle qui a pu être établie entre la métaphore et la comparaison. Il reste que l’une et l’autre constituent le véhicule interchangeable de la pensée analogique et que si la première offre des ressources de fulgurance, la seconde (qu’on en juge par les « beaux comme » de Lautréamont) présente de considérables avantages de suspension. (...) Le mot le plus exaltant dont nous disposons est le mot COMME, que ce mot soit prononcé ou tu. »

Les surréalistes recherchent dans la comparaison le moyen de faire ressentir au lecteur l'émotion qui naît des rapports à la fois lointains et justes établis entre les deux réalités associées comme l'explique Pierre Reverdy dans son article « L'image » du no 13 de la revue Nord-Sud (mars 1918) et même s'il annonce la limite de la figure, trop limitée en inventivité. Il y affirme que l'analogie est un moyen de création dont doivent s'emparer les surréalistes. La comparaison surréaliste cherche donc à frapper et à étonner. C'est ainsi que peut s'interpréter la phrase de Paul Éluard, souvent reprise à titre d'illustration de ce qu'est une image stylistique : « La Terre est bleue comme une orange ». Selon Patrick Bacry, la comparaison porte sur une qualité, à savoir la couleur bleue. Or, cette couleur ne peut avoir de points communs avec une orange. Cette analogie semble de premier abord gratuite mais il n'en est rien : le sème partagé est la rotondité commune à la Terre et à l'orange ; le sème commun est en quelque sorte, explique Bacry, « décalé » et le lecteur l'évalue comme étant la couleur car c'est ce qui marque à la lecture de la phrase. La citation d'Eluard est donc bien motivée et en aucun cas gratuite : c'est formellement une comparaison, mais « spirituellement » une métaphore.

### Figures proches
| Figure mère                | Figure fille                                      |
| -------------------------- | ------------------------------------------------- |
| Image littéraire, analogie | Comparaison homérique, Comparatio (en rhétorique) |

| Antonyme                                         | Paronyme                 | Synonyme                            |
| ------------------------------------------------ | ------------------------ | ----------------------------------- |
| Distinguo (en rhétorique), opposition, antithèse | Comparaison grammaticale | Métaphore, ressemblance, similitude |